# Ștefan Tîrîțescu
Ștefan Tîrîțescu (născut la 25 iulie 1949) a fost un deputat român în legislatura 1990-1992, ales în județul Mehedinți pe listele partidului FSN. În cadrul activității sale parlamentare, Ștefan Tîrîțescu a fost membru în grupurile parlamentare de prietenie cu Republica Federală Germania, Republica Coreea, Regatul Spaniei, Republica Franceză-Adunarea Națională. 